# Carabodes
Carabodes är ett släkte av kvalster som beskrevs av Carl Ludwig Koch 1835. Carabodes ingår i familjen Carabodidae.

## Dottertaxa tillCarabodes, i alfabetisk ordning[1][2]
- Carabodes affinis
- Carabodes agenjoi
- Carabodes andasibe
- Carabodes apuanicus
- Carabodes arduinii
- Carabodes areolatus
- Carabodes atrichosus
- Carabodes auriculatus
- Carabodes azoricus
- Carabodes basilewskyi
- Carabodes bellus
- Carabodes berninii
- Carabodes bicolor
- Carabodes bidens
- Carabodes borhidii
- Carabodes breviclava
- Carabodes brevis
- Carabodes calcaratus
- Carabodes california
- Carabodes cephalotes
- Carabodes cerebrum
- Carabodes chandleri
- Carabodes cherokee
- Carabodes chirstlus
- Carabodes clavatus
- Carabodes cochleaformis
- Carabodes colorado
- Carabodes comas
- Carabodes coriaceus
- Carabodes coronatus
- Carabodes coweetaensis
- Carabodes depilatus
- Carabodes dickinsoni
- Carabodes dissimilis
- Carabodes dubius
- Carabodes dudichi
- Carabodes ecuadoriensis
- Carabodes egregius
- Carabodes erectus
- Carabodes excellens
- Carabodes falcatus
- Carabodes femoralis
- Carabodes floridus
- Carabodes fossatus
- Carabodes gibbiceps
- Carabodes globiger
- Carabodes grandjeani
- Carabodes granosus
- Carabodes granulatus
- Carabodes gregorioi
- Carabodes guadarramicus
- Carabodes higginsi
- Carabodes hispanicus
- Carabodes hoh
- Carabodes horeo
- Carabodes hummelincki
- Carabodes hungaricus
- Carabodes ikeharai
- Carabodes inopinatus
- Carabodes insolitus
- Carabodes intermedius
- Carabodes interruptus
- Carabodes jamaicaensis
- Carabodes kusseri
- Carabodes labyrinthicus
- Carabodes littoristicus
- Carabodes luteoauratus
- Carabodes magnus
- Carabodes manganoi
- Carabodes manifera
- Carabodes marginatus
- Carabodes marginepunctatus
- Carabodes microtrichus
- Carabodes minusculus
- Carabodes montanus
- Carabodes nantahalaensis
- Carabodes neonominatus
- Carabodes nepos
- Carabodes niger
- Carabodes nigrosetosus
- Carabodes nitens
- Carabodes octogonalis
- Carabodes ornatissimus
- Carabodes ornatus
- Carabodes palmifer
- Carabodes paraspinosus
- Carabodes penicillatus
- Carabodes penicillus
- Carabodes pentasetosus
- Carabodes perezinigoi
- Carabodes phylliformis
- Carabodes pirenaicus
- Carabodes pirinensis
- Carabodes pocsi
- Carabodes poggii
- Carabodes polyporetes
- Carabodes problematicus
- Carabodes procerus
- Carabodes prunum
- Carabodes pulcher
- Carabodes purpurarius
- Carabodes quadrangulus
- Carabodes radiatus
- Carabodes reticulatus
- Carabodes rimosus
- Carabodes rugosior
- Carabodes samoënsis
- Carabodes schatzi
- Carabodes scopulae
- Carabodes silvosus
- Carabodes similis
- Carabodes spiniformis
- Carabodes spinosus
- Carabodes strinovichi
- Carabodes subalpinus
- Carabodes subarcticus
- Carabodes subcarinatus
- Carabodes tarbae
- Carabodes tenerifensis
- Carabodes tenuis
- Carabodes translamellatus
- Carabodes transversarius
- Carabodes tridactylus
- Carabodes tsushimaensis
- Carabodes tyrrhenicus
- Carabodes variabilis
- Carabodes venezolanus
- Carabodes wettsteini
- Carabodes willmanni
- Carabodes wonalancetanus